# 国道290号

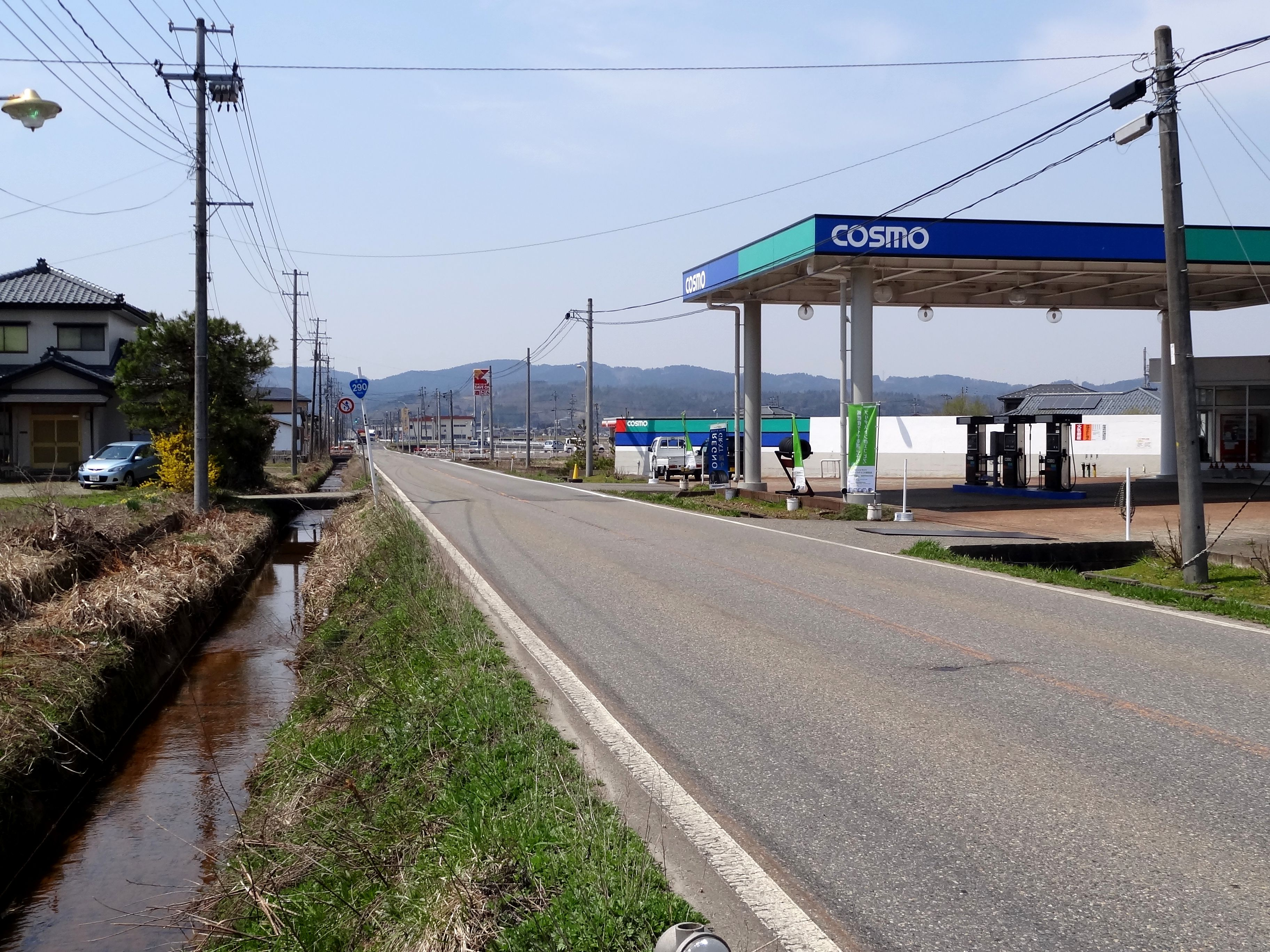
新潟県五泉市美郷付近

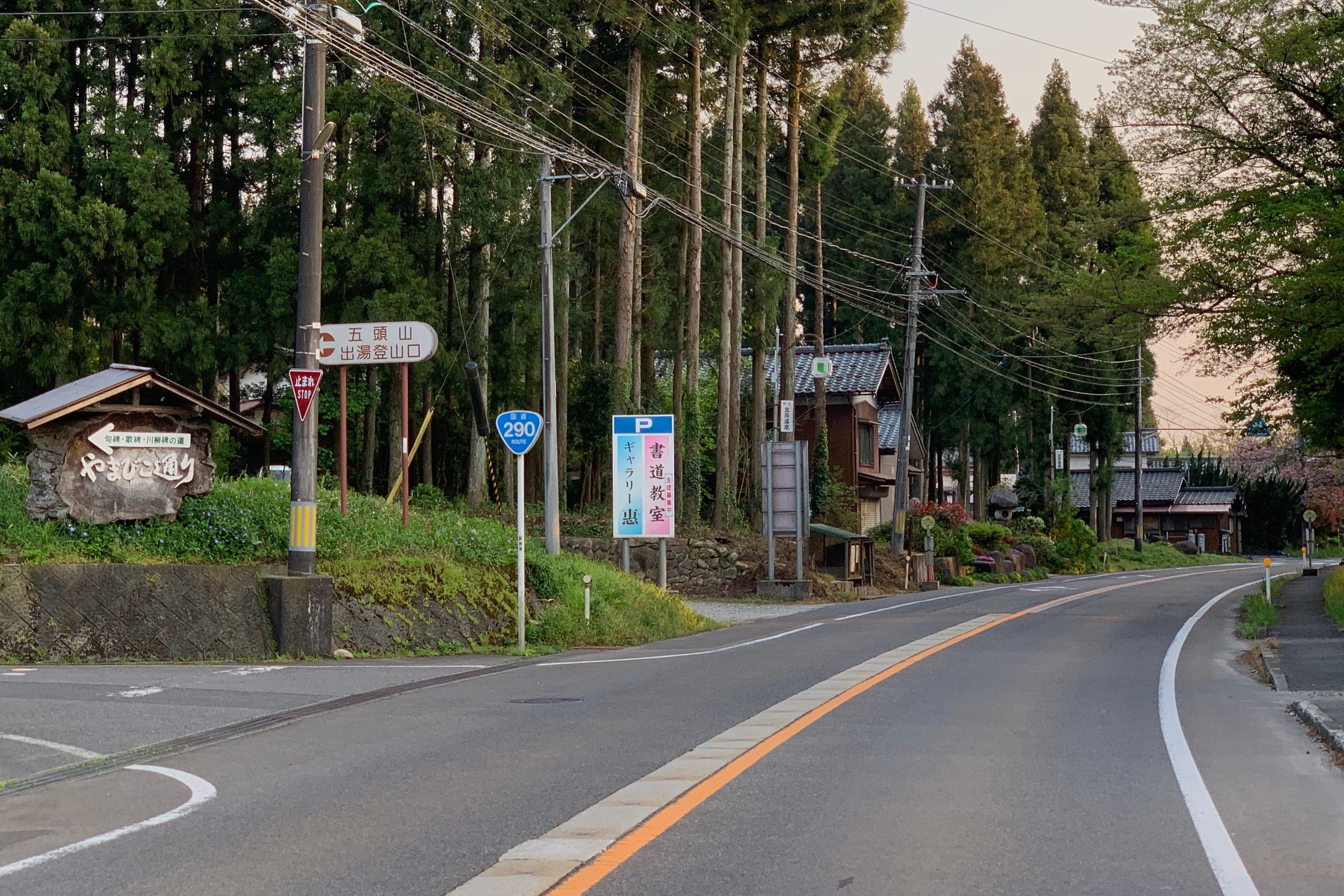
新潟県阿賀野市出湯付近（五頭温泉郷やまびこ通り入口、2020年5月）

国道290号（こくどう290ごう）は、新潟県村上市から魚沼市に至る一般国道である。

## 概要
村上市から山側を経由して、下越・中越地方の内陸部の市町村を縫うように走る。

### 路線データ
一般国道の路線を指定する政令に基づく起終点および重要な経過地は次のとおり。
- 起点：村上市（村上市石原交差点＝国道7号上、新潟県道3号新潟新発田村上線終点）
- 終点：新潟県北魚沼郡小出町[注釈 2]（魚沼市四日町字中田、国道17号・国道252号・国道291号交点）
- 重要な経過地：新潟県岩船郡神林村[注釈 3]、同郡関川村、新発田市、同県北蒲原郡安田町、五泉市、加茂市（黒水）、同県南蒲原郡下田村[注釈 4]、栃尾市[注釈 5]、同県北魚沼郡守門村[注釈 2]、同郡広神村[注釈 2]
- 総延長 : 155.0 km（重用延長を含む）[2][注釈 6]
- 重用延長 : 16.5 km[2][注釈 6]
- 未供用延長 : なし[2][注釈 6]
- 実延長 : 138.5 km[2][注釈 6]
  - 現道 : 137.3 km[2][注釈 6]
  - 旧道 : 1.2 km[2][注釈 6]
  - 新道 : なし[2][注釈 6]
- 指定区間：国道7号、国道49号と重複する区間（村上市（起点） - 瀬波温泉IC入口交差点、新発田市・三日市交差点 - 島潟交差点、阿賀野市・原町交差点 - 馬下橋東詰交差点）[3]

## 歴史
- 1970年（昭和45年）4月1日[4] - 一般国道290号（新潟県新発田市 - 北魚沼郡小出町（現・魚沼市））
- 1975年（昭和50年）4月1日 - 一般国道290号（新潟県村上市 - 北魚沼郡小出町（現・魚沼市））
- 1983年（昭和58年）9月6日 - 人面トンネル開通[5]
- 1992年（平成4年）10月27日 - 石峠トンネル開通[6]
- 2003年（平成15年）10月8日 - 栃尾東バイパスが全線開通[7]
- 2013年（平成25年）3月25日 - 荒町バイパスが暫定2車線で供用開始[8]
- 2018年（平成30年）9月19日 - 大島バイパスが全線開通[9]

## 路線状況

### 別名・通称
- 越後やまなみライン[7]

### バイパス
- 上助渕バイパス（村上市上助渕 - 殿岡、1.7 km）：2010年（平成22年）10月13日供用[10]。
- 大島バイパス（関川村桂 - 胎内市小長谷間延長4,080 m。全線開通）[11][9]
  - （関川村土沢、1,130 m）：2018年（平成30年）9月19日開通[12][13]
  - （関川村土沢 - 同村山本、0.6 km）[14]：2006年（平成18年）3月供用済み
  - （関川村山本 - 胎内市小長谷、2.35 km）[14]：2009年（平成21年）9月3日供用[15]。
  - 当初計画では、関川村桂 - 胎内市小長谷間6.4 kmであったが、関川村桂 - 同村大島間2.4 kmについては既存の高田橋を補修することとして計画から削除し、名称も桂小長谷バイパスから大島バイパスに改称された。現道部は幅員狭小で歩道がない集落内を通り、クランク状の踏切を渡ることから交通の円滑化を目的として、1992年度（平成4年度）に事業着手した。
- 鼓岡バイパス（胎内市栗木野新田 - 同市鼓岡）
- 菅谷バイパス（新発田市菅谷）
- 早道場バイパス（新発田市早道場）
- （新発田市新富町二丁目）
- （新発田市新富町一丁目（法務局前交差点） - 同市本町三丁目）
- ルート変更区間（新発田市大栄町（大栄町交差点） - 同市荒町（荒町交差点））
  - 荒町バイパス開通に伴い、国道460号より指定変更された区間
- 荒町バイパス（新発田市荒町（荒町交差点 - 東荒町交差点）。暫定2車線）
  - 新発田南バイパスの一部を構成するバイパス道路の区間で、荒町交差点から東荒町交差点までの延長0.9 kmの道路[8]。新発田市街地の慢性的な交通渋滞を緩和することを目的に、2013年（平成25年）3月25日に暫定2車線で供用開始。国道7号新発田インターチェンジから荒町交差点までの3.9 kmのバイパス道路と一体的となる道路を構成する。
- 荒川バイパス（新発田市荒川）
- 阿賀野バイパス（阿賀野市保田 - 同市六野瀬（下六野瀬交差点））
- （三条市滝谷（高屋敷(東)交差点） - 同市荻堀）
- 人面改良（ひとづらかいりょう・長岡市人面）[16][17]
  - 延長 - 440 m
  - 幅員 - 9.00 m
    - 車道 - 9.5 m

  - 車線数 - 2車線
  - 規格 - 第3種第3級
  - 設計速度 - 40 km/h
- 栃尾東バイパス（長岡市巻渕三丁目 - 長岡市宮沢）[7]
  - 片側に歩道を備える延長約2.9 km、総幅員22.0 mのバイパスで、1975年度（昭和50年度）に着工し、2003年（平成15年）10月8日に全線開通した。
- （長岡市栗山沢 - 魚沼市高倉字貫木）[18][6]
  - 石峠トンネルを含む区間で、1983年（昭和58年）に着工され、1992年（平成4年）10月27日開通した延長2,732 の区間。総工費29億1816万円。

### 重複区間
- 国道7号（村上市（起点） - 村上市・瀬波温泉IC入口交差点）
- 国道113号（関川村・高田橋入口交差点 - 関川村大字土沢）
- 国道7号（新発田市・三日市交差点 - 新発田市・島潟交差点）
- 国道49号（阿賀野市・原町交差点 - 阿賀野市・馬下橋東詰交差点）
- 国道289号（三条市滝谷 - 三条市荻堀）
- 国道291号（魚沼市並柳 - 魚沼市四日町（終点））
- 国道252号（魚沼市渋川 - 魚沼市四日町（終点））

### 道路施設

#### 橋梁
- 落合橋（岩船郡関川村・百川）
- 女川橋（岩船郡関川村・女川）
- 高田橋（岩船郡関川村・荒川）[19]
  - 橋長 - 301.9 m
  - 開通 - 1966年度（昭和41年度）
- 土沢跨線橋（岩船郡関川村土沢・大島バイパス・米坂線）[9]
  - 橋長 - 24.8 m
  - 開通 - 2018年（平成30年）9月19日
- 鍬江沢川橋（岩船郡関川村山本 - 胎内市鍬江・大島バイパス・鍬江沢川）[11][20][15]
  - 形式 - 3径間連続鈑桁橋
  - 橋長 - 182.5 m
    - 最大支間長 - 62.5 m

  - 幅員
    - 車道 - 9.5 m
    - 歩道 - 両側3.50 m

  - 竣工 - 2006年（平成18年）
  - 開通 - 2009年（平成21年）9月3日
  - 耐候性鋼材を用いている。
- 鼓岡大橋（胎内市・鼓岡バイパス・胎内川）[19]
  - 橋長 - 278.0 m
  - 開通 - 1986年度（昭和61年度）
- 荒町跨線橋（新発田市・新発田南バイパス（荒町バイパス）・羽越本線）[21]
  - 橋長 - 17.2 m
  - 開通 - 2013年（平成25年）3月25日

馬下橋（阿賀野市 - 五泉市・阿賀野川）
馬下橋（まおろしばし）は、新潟県阿賀野市小松 - 五泉市馬下の阿賀野川に架かる橋。

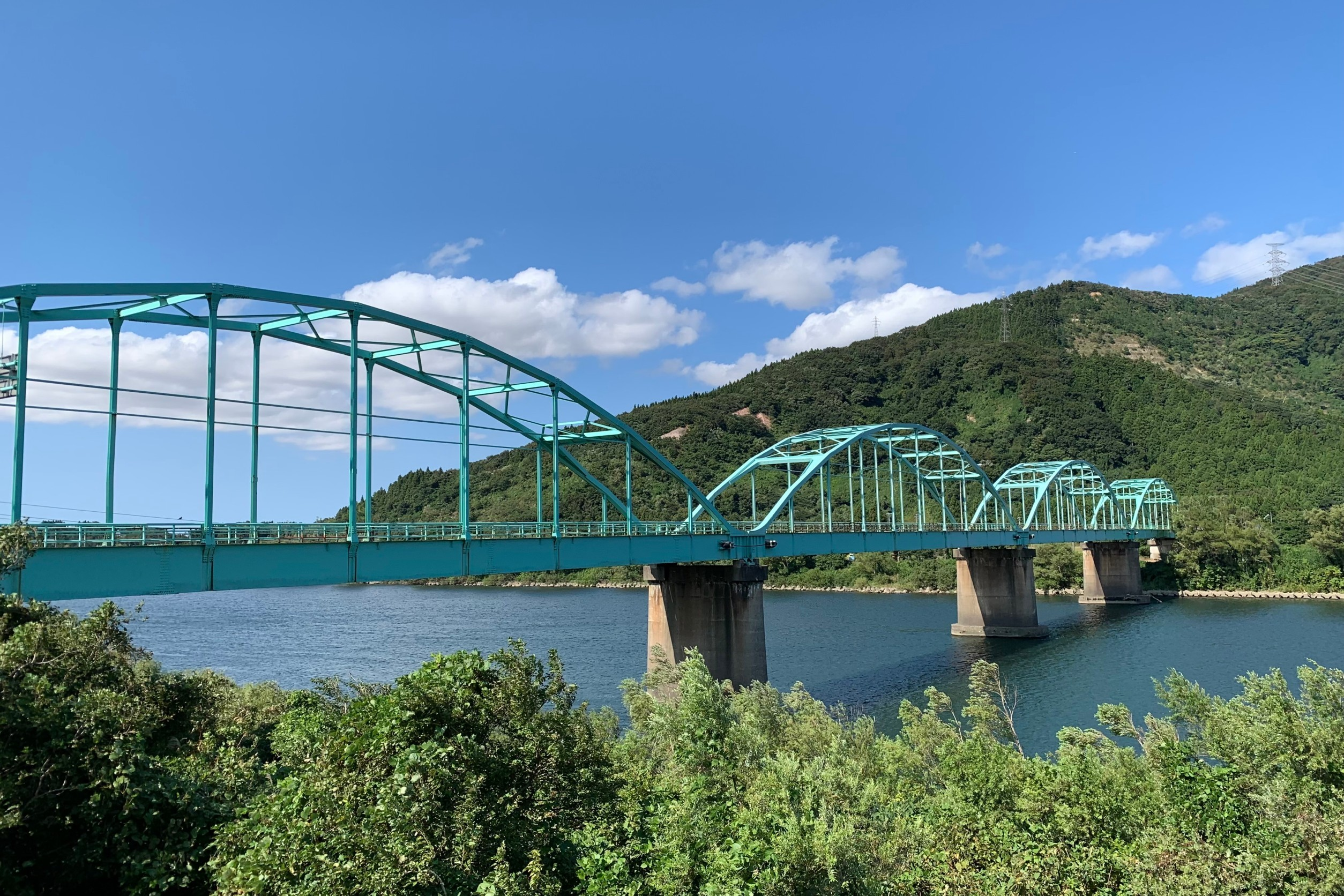
馬下橋（2021年9月）

- 形式 - 4径間鋼ランガー鈑桁および4径間単純活荷重合成鈑桁橋
- 橋長 - 370.000 m
  - 最大支間長 - 65.200 m

- 幅員 - 6.000 m
  - 車道 - 6.000 m
  - 歩道 - なし

- 床版 - RC
- 施工 - 汽車製造
- 架設工法 - 手延べ送出し工法
- 竣工 - 1964年度（昭和39年度）
- 開通 - 1966年（昭和41年）4月26日
- 管理者 - 新潟県 新潟地域振興局

右岸側には、テーパーがつけられている。架橋後半世紀が経過し、老朽化が進むとともに幅員狭小で歩道がないことから架け替え促進大会が開催されている
- 早出川橋（五泉市・早出川）[19]
  - 橋長 - 278.1 m
  - 開通 - 1970年度（昭和45年度）
- 艶柳橋（加茂市・加茂川）
- 新曲谷橋（三条市曲谷・鹿熊川）
- 新外谷橋（三条市・鹿熊川）[19]
  - 開通 - 1989年度（平成元年度）
- 新五十嵐橋（三条市鹿峠 - 三条市荻堀・五十嵐川）[19]
  - 橋長 - 178.6 m
  - 開通 - 1990年度（平成2年度）
- 人面トンネル（三条市大平 - 長岡市人面）[5][19]
  - 延長 - 380.0 m
  - 開通 - 1983年（昭和58年）9月6日
- 人面橋（長岡市人面・人面改良・塩谷川）
  - 新橋が2020年（令和2年）6月27日供用開始[27]。
- とちお大橋（長岡市・栃尾東バイパス）[19][28][7]とちお大橋（新潟県長岡市）
栃尾東バイパスにある
  - 橋長 - 203.5 m
  - 形式 - 4径間桁橋
  - 工法 - カンチレバー工法
  - 幅員
    - 車道 - 6.5 m
    - 歩道 - 片側3.0 m

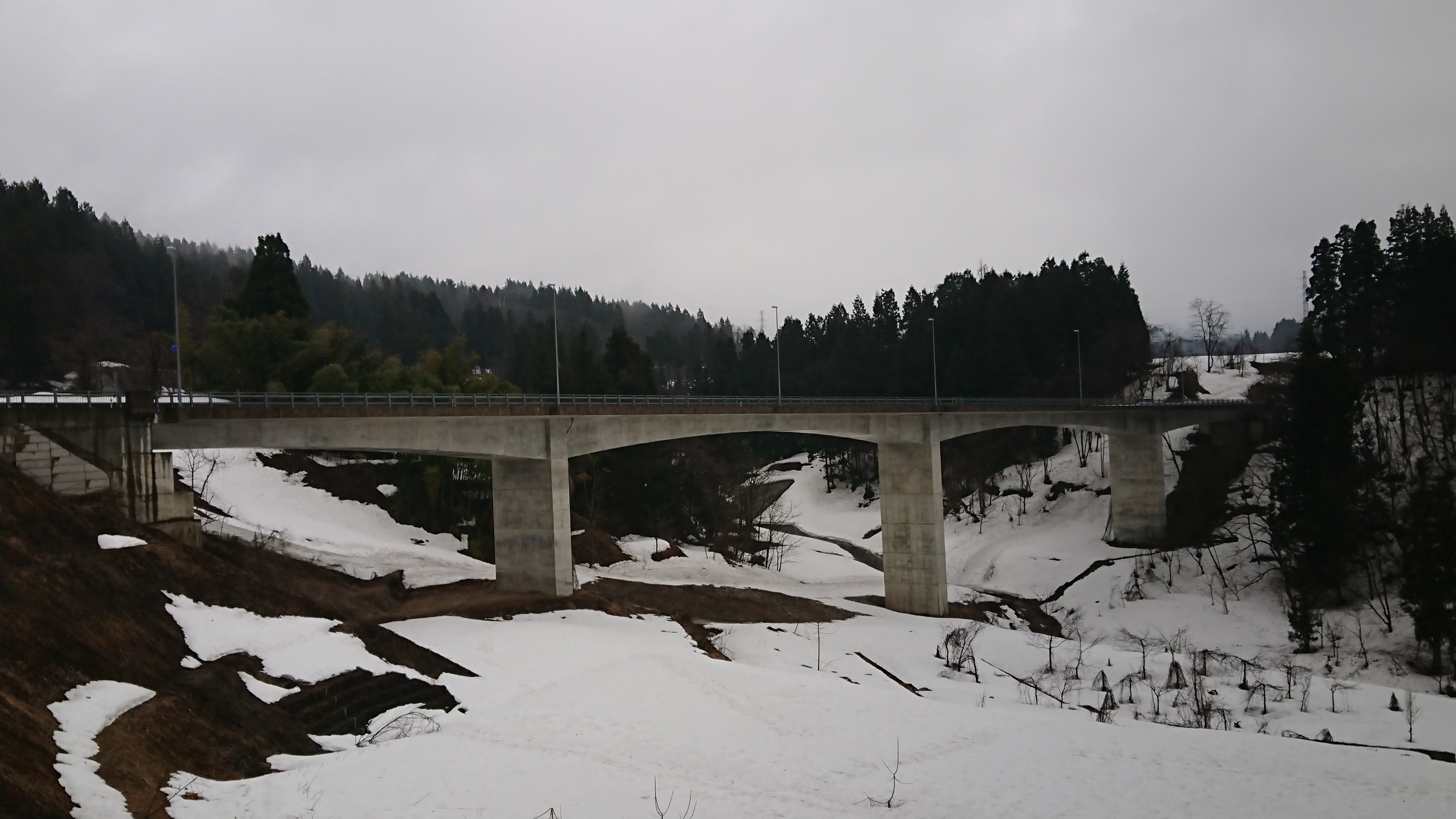
とちお大橋（新潟県長岡市）
栃尾東バイパスにある

  - 開通 - 2003年（平成15年）10月8日
  - 地上高約25.0 mで中央部にバルコニーが設置されている。完成当時、栃尾市内最長。
- 宮沢橋（長岡市・刈谷田川）[29]
  - 竣工 - 1994年度（平成6年度）
- 石峠トンネル（長岡市 - 魚沼市。旧道は現在通行止め）[19][30][18][6]石峠トンネル（新潟県長岡市栗山沢）
  - 延長 - 1045.0 m
  - 幅員 - 8.5 m
  - 工法 - NATM
  - 着工 - 1983年（昭和58年）
  - 掘削開始 - 1986年（昭和61年）

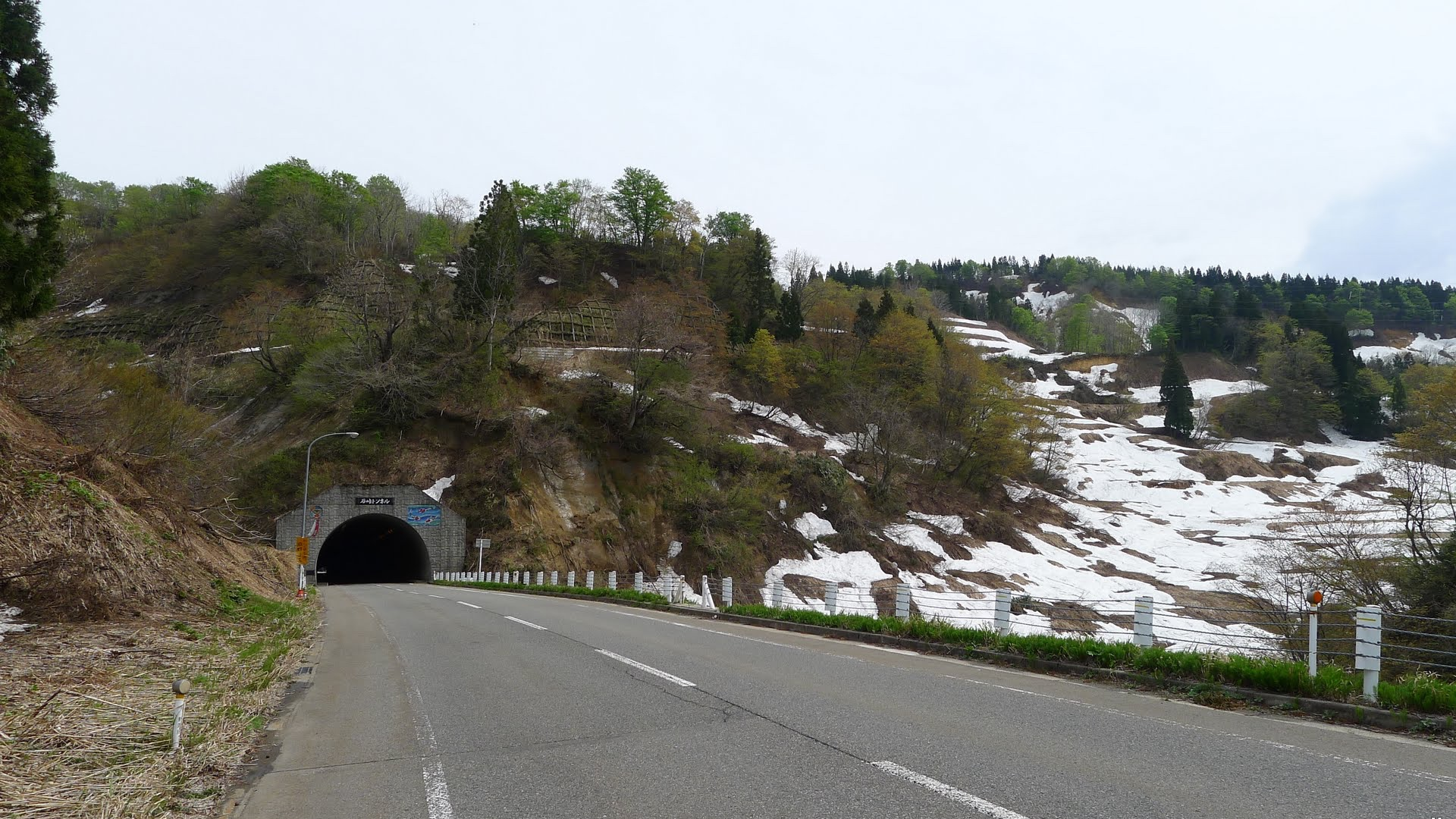
石峠トンネル（新潟県長岡市栗山沢）

  - 貫通 - 1990年（平成2年）10月16日
  - 開通 - 1992年（平成4年）10月27日
  - 栃尾側の坑門には左側に松竹梅をかとどった手まりと錦鯉が、守門側の坑門には雪だるまとヤマツツジのアートレリーフが飾られている。
- 高倉橋（魚沼市高倉・西川）[31][32][33]
  - 旧橋は1952年（昭和27年）に架設された橋長43.9 m、幅員5.5 mのRCT桁橋 であったが、幅員狭小でカーブも連続する事故多発地点であり、また老朽化が進行していた。そのため、上流側に橋長43.3 m、幅員11.0 mの新橋に架け替えられ、その前後を合わせた、延長520 mの区間が2020年（令和2年）6月5日に開通した。
- 渋川橋（魚沼市・破間川）

#### 道の駅

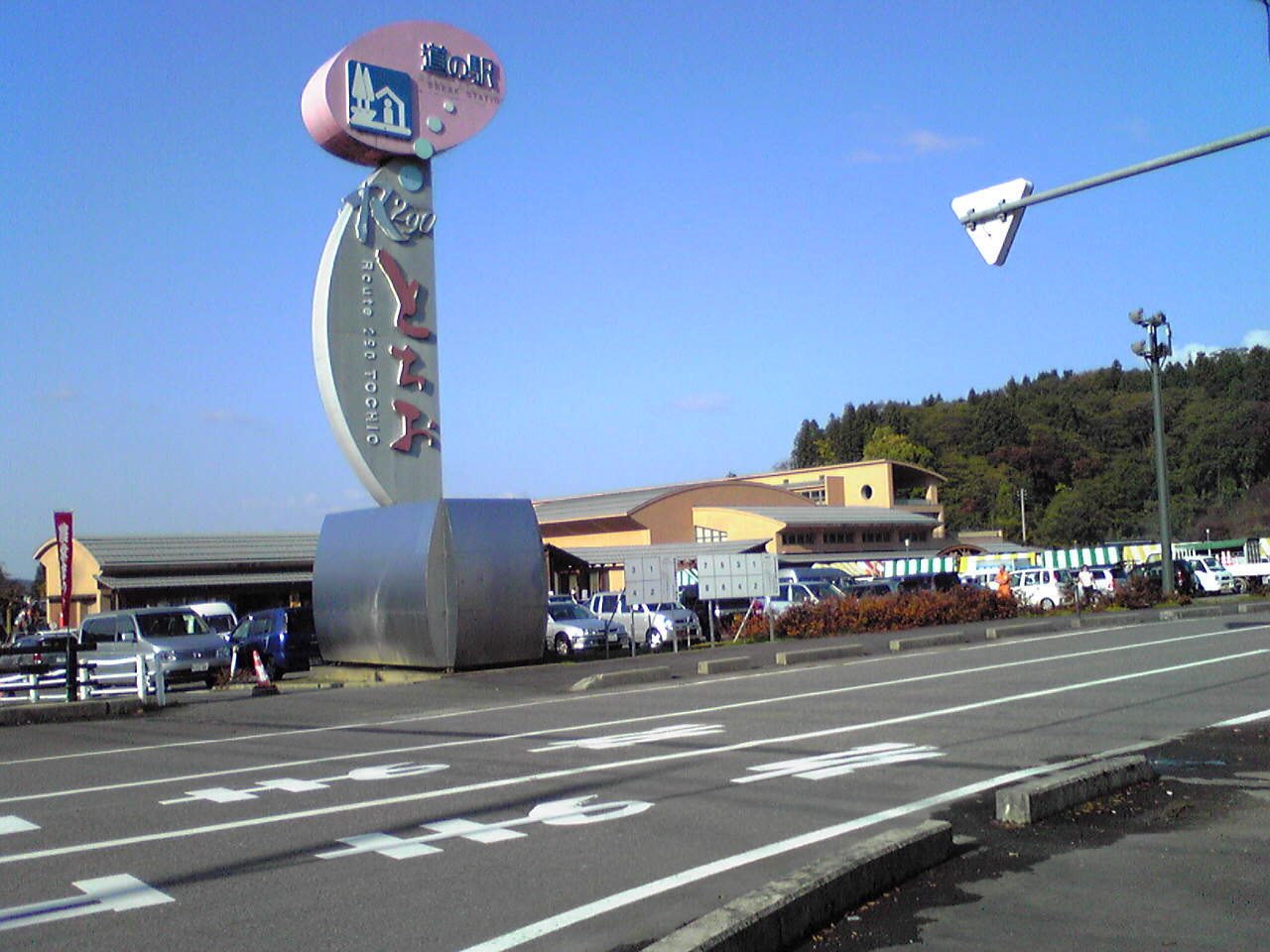
道の駅R290とちお

- R290とちお（長岡市）

## 地理

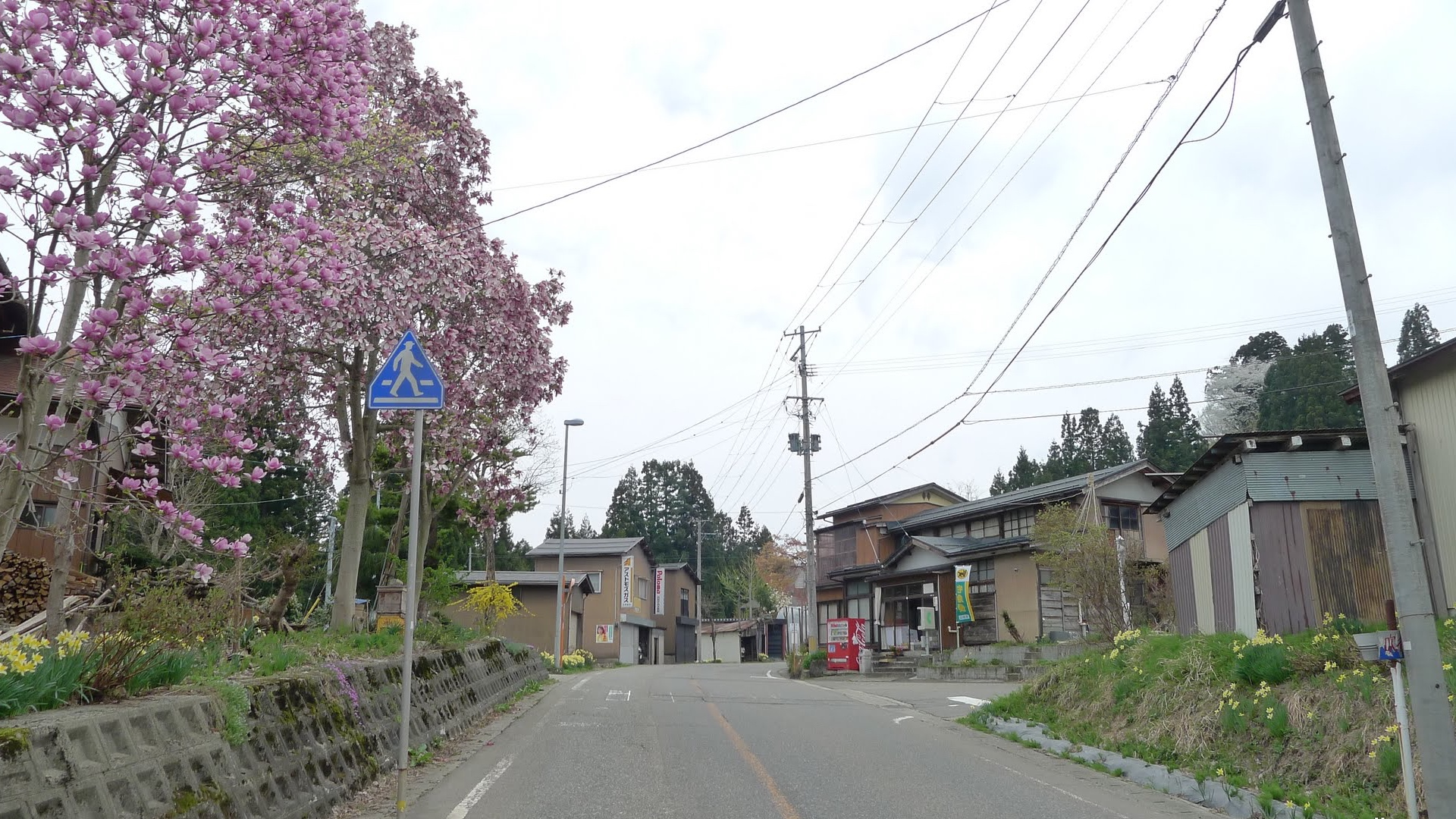
長岡市（栃尾地域）吹谷付近

### 通過する自治体
- 新潟県
  - 村上市 - 岩船郡関川村 - 胎内市 - 新発田市 - 阿賀野市 - 五泉市 - 加茂市 - 三条市 - 長岡市 - 魚沼市

### 交差する道路
※重複区間を除く
- 国道7号（村上市・石原交差点 - 瀬波温泉IC入口交差点）
- 国道113号（岩船郡関川村・高田橋入口交差点 - 関川村大字土沢）
- 国道7号（新発田市・三日市交差点 - 島潟交差点）
- 国道460号（新発田市・荒町交差点）
- 国道49号（阿賀野市・原町交差点 - 馬下橋東詰交差点）
- 国道289号（三条市滝谷 - 三条市荻掘（荻堀交差点））
- 国道17号（魚沼市四日町）

### 峠
- 桃川峠（標高130 m：村上市 - 岩船郡関川村）
- 梨ノ木峠（標高120 m：胎内市）
- 楢木峠（標高110 m：三条市）
- 人面峠（標高120 m：三条市 - 長岡市）
- 石峠（標高450 m：長岡市 - 魚沼市）